# Daniel Sturridge
Pour les articles homonymes, voir Sturridge.
Daniel Andre Sturridge, né le 1er septembre 1989 à Birmingham, est un footballeur international anglais qui évolue au poste d'attaquant.
Sturridge finit sa formation à Manchester City et fait ses débuts professionnels en 2006. Après trois saisons, il rejoint Chelsea en 2009. En manque de temps de jeu après deux années difficiles, il se relance en prêt à Bolton en confirmant son potentiel. De retour chez les Blues, il réalise une bonne saison 2011-2012 qui voit le club soulever la Ligue des champions. 
Il est transféré en 2013 au Liverpool FC où il acquiert de la confiance et du temps de jeu. Son association à Luis Suárez lors de la saison 2013-2014 est redoutable et permet aux Reds de croire au titre qui échappe au club depuis des décennies. Néanmoins, Sturridge n'est pas épargné par les blessures qui l'empêchent de réellement confirmer son talent. Il remporte la Ligue des champions en 2019 aux dépens de Tottenham après une finale perdue l'année précédente. Sturridge quitte Liverpool après ce succès.
Convoqué pour la première fois en 2011 en équipe d'Angleterre, Sturridge participe à la Coupe du monde 2014 et à l'Euro 2016 qui voient les Anglais se faire éliminer prématurément à chaque fois.

## Biographie

### Enfance et formation
Né à Birmingham, Sturridge commence le football à l'âge de six ans dans un club local, le Cadbury Athletic, avant d'être repéré à sept ans par le centre de formation d'Aston Villa.
Il quitte Villa quatre années plus tard pour rejoindre Coventry City, d'où il rejoint le centre de formation de Manchester City en 2003, à l'âge de 13 ans. À 17 ans, il signe son premier contrat professionnel.

### Débuts avec Manchester City (2006-2009)
Au début de la saison 2006-2007, Sturridge commence à s'entraîner avec l'équipe première. Après avoir marqué un triplé lors d'un match de réserve, il est retenu sur le banc lors d'un match face à Reading en février 2007. Sturridge remplace Yeóryos Samarás pour le dernier quart d'heure. Il rejoue un match en tant que remplaçant le mois suivant mais une blessure à la hanche l'éloigne des terrains jusqu'à la fin de l'année 2007.
Il marque son premier but pour les Citizens le 27 janvier 2008 lors d'un match de FA Cup face à Sheffield United (1-2), suivi trois jours plus tard par son premier but en championnat contre Derby County (1-1).
Lorsque Mark Hughes reprend les manettes de l'équipe, Sturridge a un temps de jeu plus important. Au terme de la saison, il est élu, par les fans de Manchester City, « Meilleur jeune joueur de l'année ».

### Chelsea FC

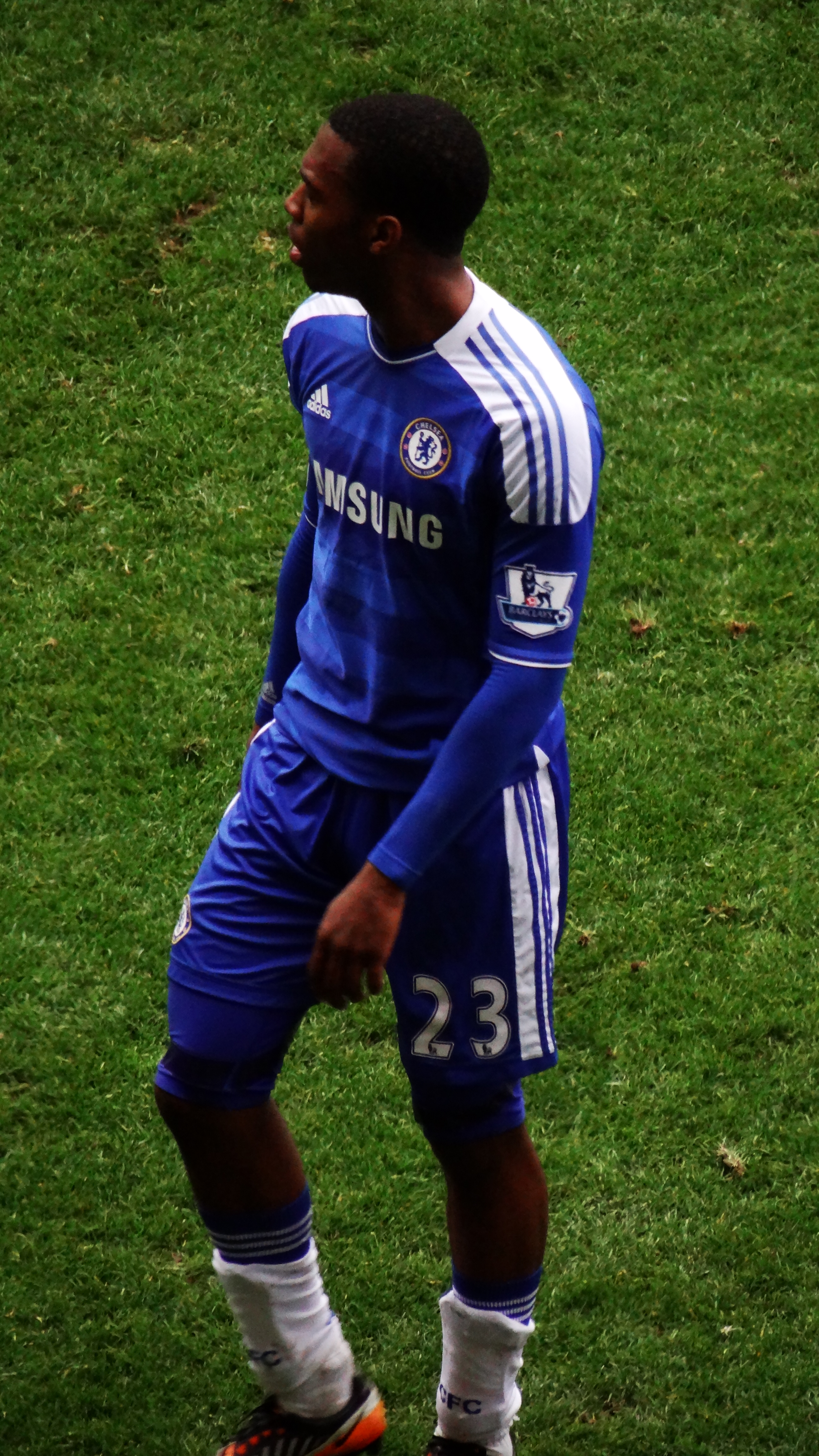
En 2012 avec la maillot de Chelsea

Arrivé en fin de contrat avec City, il s'engage le 24 juin 2009 avec Chelsea.
Pour sa première saison à Chelsea, les Blues réalisent le doublé Coupe-Championnat.
Le 31 janvier 2011, il est prêté à Bolton dans les dernières heures du mercato hivernal. Deux jours après, il fait des débuts convaincants. Entré à la 67e minute, il marque le but de la victoire pour les Wanderers à la dernière minute du match. Le samedi 5 février, Sturridge marque le but qui permit à son équipe d'égaliser contre Tottenham à la 65e minute, un peu avant que Niko Kranjčar (Tottenham), donne la victoire aux siens. Le 26 février 2011, il marque le but d'égalisation pour les Wanderers face à Newcastle à la 38e minute. Après une fin de saison remarquable avec les Bolton Wanderers, il se donne l'objectif de devenir irréprochable chez les Blues.
De retour à Chelsea après de belles performances avec Bolton, il effectue un début de saison 2011-2012 convaincant, marquant de nombreux buts. Il prend la place sur le côté droit et forme avec Mata l'avenir de l'attaque des Blues londoniens. Ces bonnes prestations le font intégrer l'équipe nationale.
Le 22 décembre 2012, après seulement une titularisation durant toute la première moitié de la saison 2012/2013 de Premier League, l'ensemble de la presse britannique annonce que Daniel rejoindra Liverpool pour environ 15 millions d'euros dès le 1er janvier 2013.

### Révélation puis blessures à répétition à Liverpool
Le 2 janvier 2013, Sturridge est transféré au Liverpool FC pour un montant évalué à 12 millions de livres (environ 15 millions d'euros),.
Sturridge fait ses débuts avec Liverpool le 6 janvier face à Mansfield Town lors du troisième tour de la FA Cup. Il ouvre le score pour les Reds après sept minutes de jeu. Il marque lors de son premier match de championnat en tant que remplaçant le week-end suivant, lors d'une défaite 2-1 face à Manchester United. Sturridge marque son troisième but pour Liverpool lors de sa première titularisation en Premier League ainsi que son premier match à domicile, une victoire 5-0 contre Norwich City à Anfield le 19 janvier, il marque ainsi lors de ses trois premiers matchs, faisant de lui le premier joueur depuis Ray Kennedy en 1974 à réaliser cet exploit. Le 3 février, Sturridge marque un but de 20 mètres lors d'un match contre Manchester City (2-2), son club formateur. Il continue sur sa lancée le 17 février, délivrant une passe décisive à son coéquipier José Enrique et inscrivant un penalty lors d'une victoire 5-0 face à Swansea City. Il marque également lors d'un match nul (2-2) face à Chelsea. En avril, Sturridge marque un doublé et délivre une passe décisive lors de la victoire 6-0 contre Newcastle United. Le 12 mai, il marque le premier triplé de sa carrière face à Fulham (victoire 3-1). Après le match, il explique : « J'ai beaucoup appris de Drogba, surtout de ce qu’il faut faire pour être un grand joueur. J’espère en devenir un ». Les Reds finissent cette saison septième au classement.

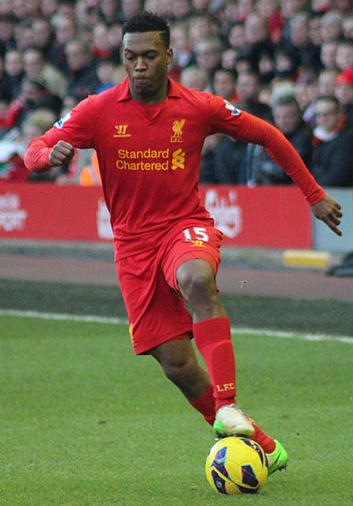
Daniel Sturridge face à Swansea.

Daniel Sturridge entame la saison 2013-2014 en tant que seul attaquant de pointe à cause de la suspension de Luis Suárez. Il inscrit le premier but de la saison en championnat face à Stoke City (1-0). La journée suivante, il marque à nouveau contre Aston Villa, donnant la victoire aux siens avant de réaliser un doublé en Coupe de la Ligue contre Notts County. Le jeune anglais confirme son explosion avec quatre buts inscrits en trois matches qui permettent à son équipe de prendre la tête du championnat. Il marque pour ses 24 ans contre le tenant du titre Manchester United à Anfield et est élu « Homme du match ». Il forme dès lors avec l'Uruguayen un des duos d'attaque les plus efficaces en Europe. Sturridge est logiquement élu « Joueur du mois d’août ». En septembre, il inscrit un but et délivre deux passes décisives pour Suárez contre Sunderland. Il devient le meilleur buteur de Premier League, comptant 9 réalisations en 13 matches joués. Rentré en jeu face à Everton, il inscrit le but égalisateur à la fin d'une rencontre serrée (3-3). Il marque un doublé face à Crystal Palace faisant de lui le meilleur buteur de son équipe en championnat. Au début de l'année 2014, la forme étincelante de Sturridge ne faiblit pas, devenant le second joueur de l'histoire de la Premier League à marquer dans huit rencontres consécutives. Il signe un nouveau doublé contre Everton (4-0). Daniel Sturridge marque lors de 7 matches consécutifs du 12 janvier au 23 février, claquant 9 buts sur cette période et portant son total à 18 buts en 27 journées. L'attaquant est nommé pour la deuxième fois de la saison « Joueur du mois » en février, ayant marqué à cinq reprises et offert deux passes décisives. Il est avec Suárez le grand artisan de l'impressionnant nombre de buts marqués par son équipe, qui devient la meilleure attaque de Premier League avec 82 buts marqués en 30 matchs. Il porte ainsi son total à 32 buts en 40 parties avec les Reds, ce qui fait un ratio record de 0,8 but par match. En effet, jamais un joueur n'avait autant marqué en si peu de matches dans toute l'histoire de Liverpool. Il s'illustre à nouveau lors d'un match à Cardiff City où il participe au festival offensif de son équipe avec un but et une passe décisive d'une talonnade pour une victoire 6-3. En avril, il est nommé dans la liste des six joueurs pour le prix du meilleur joueur de l'année ainsi que pour le prix du meilleur jeune joueur de l'année. Fin avril, il fait partie de l'équipe-type de la saison en championnat. La belle saison de Sturrige se finit avec 21 buts en championnat, à dix unités derrière son coéquipier Suárez.
La saison saison 2014-2015 est plus délicate pour l'Anglais qui souffre à de nombreuses reprises de problèmes physiques. Lors de la première journée de championnat, il donne la victoire à Liverpool contre Southampton (2-1). En novembre 2014, il se blesse à l'entraînement alors qu'il compte faire son retour. Le 1er février 2015, Sturridge fait son retour lors d'un match contre West Ham. Rentré en seconde mi-temps, il inscrit le second but des Reds une dizaine de minutes après son entrée en jeu. Le 27 mars 2015, lors d'un match de championnat contre Manchester United, il se blesse de nouveau et se retrouve indisponible un mois,. En mai 2015, il est opéré avec succès à New York de la hanche et suit un programme de rééducation afin de se préparer pour la saison suivante,.
Blessé en début d'année, Sturridge ne commence pas la saison 2015-2016. Le 20 septembre, il fait son retour sur les terrains après quatre mois d'absence durant la sixième journée de Premier League mais le match se termine sur un nul 1-1 contre Norwich City. La semaine suivante, Sturridge signe son retour en réalisant un doublé contre Aston Villa et donne la victoire 3-2. Semblant être lancé, il se blesse une nouvelle fois à la jambe en octobre. Il revient fin novembre, remplaçant, lors de la déroute qu'inflige Liverpool à Manchester City sur le score de 4-1. Début décembre, Sturridge inscrit un doublé en League Cup pour un succès face à Southampton. Lors d'une défaite contre Newcastle, il se plaint de douleurs. Le joueur, touché aux ischio-jambiers, est éloigné des terrains plusieurs semaines. Courant février 2016, des journaux sportifs anglais font état de l’intérêt d'Arsenal pour l'attaquant. Les blessures répétitives du joueur mettent en suspens l'avenir du Red malgré le soutien de son entraîneur Jürgen Klopp qui affirme attendre son retour. Néanmoins, il ouvre la marque lors de son retour de blessure le 14 février. Il annonce quelques jours plus tard vouloir rester le plus longtemps possible à Liverpool. En huitième de finale aller de Ligue Europa, Sturridge participe à une victoire contre Manchester United en convertissant un penalty,. Le 18 mai, il est titulaire pour la finale de C3 contre Séville, le double tenant du titre. Sturridge ouvre le score d'une frappe de l'extérieur du pied mais, dominés, les Reds concèdent une défaite 3-1.
Son début de saison 2016-2017 est difficile. Barré par le Brésilien Roberto Firmino, Sturridge devient un remplaçant de luxe. Cependant, il retrouve le chemin des filets par un doublé en League Cup contre Burton Albion. L'Anglais récidive à nouveau en League Cup par un doublé scellant la victoire des Reds face à Tottenham. Sturridge débloque son compteur en Premier League fin décembre contre Stoke City alors qu'il vient d'entrer en jeu.
Le 27 août 2017, Sturridge entre en jeu contre Arsenal et marque un but de la tête qui entérine une victoire 4-0,. Alors qu'il vient d'entrer en jeu, il délivre une passe décisive pour son capitaine Jordan Henderson qui contribue à une victoire sur le fil face à Leicester City,. Klopp lui offre du temps de jeu vis-à-vis de Firmino mais Sturridge ne donne pas entière satisfaction en retour. Ses performances, en deçà des attentes placées en lui, interrogent sur sa motivation à se battre pour rester un titulaire indispensable des Reds,.

### Prêt à West Bromwich (2018)
Le 29 janvier 2018, Sturridge est prêté au West Bromwich Albion FC. En février, il se blesse contre Chelsea et cumule ainsi 31 blessures depuis son arrivée à Liverpool en 2013.

### Trabzonspor
Le 21 août 2019, Sturridge signe au club turc du Trabzonspor pour trois saisons plus une en option.
Sturridge fait ses débuts le 15 septembre 2019 en remplaçant Donis Avdijaj contre le Gençlerbirliği SK en Süper Lig. Lors de la troisième journée, l'Anglais, sur le banc, entre en jeu et délivre une passe décisive à Alexander Sørloth qui permet à Trabzonspor de revenir au score avant de remporter le match 1-2 face au Çaykur Rizespor. Le 19 octobre, Sturridge inscrit son premier but dans l'élite turque contre le Gazişehir Gaziantep FK (victoire 4-1).
Le 2 mars 2020, Sturridge résilie son contrat avec le club turc. Ce choix a pour explication la suspension du joueur jusqu'en juin 2020 à cause de sa participation à des paris sportifs.

### Perth Glory
Le 1er octobre 2021, après un an et demi sans club, Sturridge s'engage pour une saison en faveur du club australien de Perth Glory. Après six matches sans marquer aucun but, Daniel Sturridge a été libéré et mis à la porte par Perth Glory.

### En équipe nationale
Le 15 novembre 2011, Sturridge est appelé en sélection nationale par Fabio Capello pour le match opposant l'Angleterre à la Suède (match gagné par les anglais grâce à l'unique but de Gareth Barry). Il est entré en tant que remplaçant en seconde période environ 30 minutes avant la fin de match, ce qui ne permet pas à Sturridge de faire ses preuves. Malgré cela et grâce à ses très bonnes prestation avec l'équipe de Chelsea FC, il sera sélectionné pour le match contre les Pays-Bas, le 29 février 2012, sous les ordres de Stuart Pearce, qui remplace Capello.
Le 12 mai 2014, Sturridge est sélectionné par Roy Hodgson pour la Coupe du monde 2014 au Brésil. Le 15 juin, il marque son premier but en coupe du monde face à l’Italie  mais les Three Lions s'inclinent 2-1. Les Anglais sont éliminés dès le premier tour de la compétition,.
Sturridge est sélectionné parmi l'équipe de Grande-Bretagne olympique des Jeux olympiques 2012. Lors du second match de l'équipe olympique face aux Émirats arabes unis, Sturridge inscrit un lob depuis l'entrée de la surface de réparation après être arrivé sur le terrain à la mi-temps (74e minute). Lors du dernier match de poules contre l'Uruguay, il marque et permet à son équipe de se qualifier pour la phase finale. En quart de finale, la Grande-Bretagne se fait éliminer par la Corée du Sud, Sturridge manquant son tir durant la séance de tirs au but.
Le 16 mai 2016, il est convoqué en équipe d'Angleterre par le sélectionneur Roy Hodgson pour faire partie de l'effectif provisionnel pour l'Euro 2016. Il montre sa bonne forme de fin saison à l'Euro 2016. Lors de la phase de groupes, Sturridge inscrit le but victorieux contre le Pays de Galles. Malgré cela, les anglais se font surprendre en huitième de finale contre l'étonnante Islande (2-1) et subissent une nouvelle élimination prématurée.
Le 8 octobre 2016, Sturridge inscrit son centième but en carrière à l'occasion d'une rencontre contre Malte pour les éliminatoires de la Coupe du monde 2018.

### Vie privée
En juillet 2019, Sturridge, alors en repos dans sa maison secondaire de Los Angeles, se fait enlever son chien et annonce la nouvelle sur ses réseaux sociaux, choqué et affirmant « Je payerai n'importe quoi » à qui lui retrouve son animal,. Le chien est finalement retrouvé le lendemain et rendu sain et sauf à son propriétaire.

## Célébration
Daniel Sturridge fête tous ses buts en dansant. Sa danse est devenue très célèbre. Il s'en est d'ailleurs amusé avec de nombreux fans.

## Statistiques

### Générales
| Saison                | Club                        | Championnat           | Championnat | Championnat | Championnat | Coupe nationale | Coupe nationale | Coupe nationale | Coupe de la Ligue | Coupe de la Ligue | Coupe de la Ligue | Supercoupe | Supercoupe | Supercoupe | Compétition(s) continentale(s) | Compétition(s) continentale(s) | Compétition(s) continentale(s) | Compétition(s) continentale(s) | Supercoupe UEFA | Supercoupe UEFA | Supercoupe UEFA | Angleterre | Angleterre | Angleterre | Total | Total | Total |
| Saison                | Club                        | Division              | M.          | B.          | P.d.        | M.              | B.              | P.d.            | M.                | B.                | P.d.              | M.         | B.         | P.d.       | Comp.                          | M.                             | B.                             | P.d.                           | M.              | B.              | P.d.            | M.         | B.         | P.d.       | M.    | B.    | P.d.  |
| 2006-2007             | Manchester City             | Premier League        | 2           | 0           | 0           | -               | -               | -               | -                 | -                 | -                 | -          | -          | -          | -                              | -                              | -                              | -                              | -               | -               | -               | -          | -          | -          | 2     | 0     | 0     |
| 2007-2008             | Manchester City             | Premier League        | 3           | 1           | 1           | 1               | 1               | 0               | -                 | -                 | -                 | -          | -          | -          | -                              | -                              | -                              | -                              | -               | -               | -               | -          | -          | -          | 4     | 2     | 1     |
| 2008-2009             | Manchester City             | Premier League        | 16          | 4           | 3           | 1               | 0               | 0               | 1                 | 0                 | 0                 | -          | -          | -          | C3                             | 8                              | 0                              | 1                              | -               | -               | -               | -          | -          | -          | 26    | 4     | 4     |
| Sous-total            | Sous-total                  | Sous-total            | 21          | 5           | 4           | 2               | 1               | 0               | 1                 | 0                 | 0                 | -          | -          | -          | -                              | 8                              | 0                              | 1                              | -               | -               | -               | -          | -          | -          | 32    | 6     | 5     |
| 2009-2010             | Chelsea FC                  | Premier League        | 13          | 1           | 0           | 4               | 4               | 0               | 1                 | 0                 | 0                 | -          | -          | -          | C1                             | 2                              | 0                              | 0                              | -               | -               | -               | -          | -          | -          | 20    | 5     | 0     |
| 2010-2011             | Chelsea FC                  | Premier League        | 13          | 0           | 0           | 1               | 2               | 0               | 1                 | 0                 | 0                 | 1          | 0          | 1          | C1                             | 5                              | 2                              | 0                              | -               | -               | -               | -          | -          | -          | 21    | 4     | 1     |
| 2011-2012             | Chelsea FC                  | Premier League        | 30          | 11          | 3           | 4               | 1               | 1               | 2                 | 1                 | 0                 | -          | -          | -          | C1                             | 7                              | 0                              | 1                              | -               | -               | -               | 2          | 0          | 0          | 45    | 13    | 5     |
| 2012-2013             | Chelsea FC                  | Premier League        | 7           | 1           | 0           | -               | -               | -               | 1                 | 1                 | 0                 | 1          | 0          | 0          | C1                             | 2                              | 0                              | 0                              | 1               | 0               | 0               | 2          | 0          | 0          | 14    | 2     | 0     |
| Sous-total            | Sous-total                  | Sous-total            | 63          | 13          | 3           | 9               | 7               | 1               | 5                 | 2                 | 0                 | 2          | 0          | 1          | -                              | 16                             | 2                              | 1                              | 1               | 0               | 0               | 4          | 0          | 0          | 100   | 24    | 6     |
| 2010-2011             | Bolton Wanderers (prêt)     | Premier League        | 12          | 8           | 0           | -               | -               | -               | -                 | -                 | -                 | -          | -          | -          | -                              | -                              | -                              | -                              | -               | -               | -               | -          | -          | -          | 12    | 8     | 0     |
| Sous-total            | Sous-total                  | Sous-total            | 12          | 8           | 0           | -               | -               | -               | -                 | -                 | -                 | -          | -          | -          | -                              | -                              | -                              | -                              | -               | -               | -               | -          | -          | -          | 12    | 8     | 0     |
| 2012-2013             | Liverpool FC                | Premier League        | 14          | 10          | 3           | 2               | 1               | 0               | -                 | -                 | -                 | -          | -          | -          | -                              | -                              | -                              | -                              | -               | -               | -               | 2          | 1          | 1          | 18    | 12    | 4     |
| 2013-2014             | Liverpool FC                | Premier League        | 29          | 21          | 7           | 2               | 1               | 0               | 2                 | 2                 | 0                 | -          | -          | -          | -                              | -                              | -                              | -                              | -               | -               | -               | 9          | 4          | 0          | 42    | 28    | 7     |
| 2014-2015             | Liverpool FC                | Premier League        | 12          | 4           | 1           | 4               | 1               | 0               | -                 | -                 | -                 | -          | -          | -          | C3                             | 2                              | 0                              | 0                              | -               | -               | -               | 1          | 0          | 0          | 19    | 5     | 1     |
| 2015-2016             | Liverpool FC                | Premier League        | 14          | 8           | 1           | 1               | 0               | 0               | 2                 | 2                 | 0                 | -          | -          | -          | C3                             | 8                              | 3                              | 1                              | -               | -               | -               | 5          | 1          | 0          | 30    | 14    | 2     |
| 2016-2017             | Liverpool FC                | Premier League        | 20          | 3           | 1           | 3               | 0               | 1               | 4                 | 4                 | 0                 | -          | -          | -          | -                              | -                              | -                              | -                              | -               | -               | -               | 4          | 2          | 0          | 31    | 9     | 2     |
| 2017-2018             | Liverpool FC                | Premier League        | 9           | 2           | 1           | -               | -               | -               | -                 | -                 | -                 | -          | -          | -          | C1                             | 5                              | 1                              | 1                              | -               | -               | -               | 1          | 0          | 0          | 15    | 3     | 2     |
| 2018-2019             | Liverpool FC                | Premier League        | 18          | 2           | 1           | 1               | 0               | 0               | 1                 | 1                 | 0                 | -          | -          | -          | C1                             | 7                              | 1                              | 1                              | -               | -               | -               | -          | -          | -          | 27    | 4     | 2     |
| Sous-total            | Sous-total                  | Sous-total            | 116         | 50          | 15          | 13              | 3               | 1               | 9                 | 9                 | 0                 | -          | -          | -          | -                              | 22                             | 5                              | 3                              | -               | -               | -               | 22         | 8          | 1          | 182   | 75    | 20    |
| 2017-2018             | West Bromwich Albion (prêt) | Premier League        | 6           | 0           | 0           | -               | -               | -               | -                 | -                 | -                 | -          | -          | -          | -                              | -                              | -                              | -                              | -               | -               | -               | -          | -          | -          | 6     | 0     | 0     |
| Sous-total            | Sous-total                  | Sous-total            | 6           | 0           | 0           | -               | -               | -               | -                 | -                 | -                 | -          | -          | -          | -                              | -                              | -                              | -                              | -               | -               | -               | -          | -          | -          | 6     | 0     | 0     |
| 2019-2020             | Trabzonspor                 | SüperLig              | 11          | 4           | 4           | 3               | 3               | 0               | -                 | -                 | -                 | -          | -          | -          | C3                             | 2                              | 0                              | 0                              | -               | -               | -               | -          | -          | -          | 16    | 7     | 4     |
| Sous-total            | Sous-total                  | Sous-total            | 11          | 4           | 4           | 3               | 3               | 0               | -                 | -                 | -                 | -          | -          | -          | -                              | 2                              | 0                              | 0                              | -               | -               | -               | -          | -          | -          | 16    | 7     | 4     |
| 2021-2022             | Perth Glory                 | A-League              | 6           | 0           | 0           | -               | -               | -               | -                 | -                 | -                 | -          | -          | -          | -                              | -                              | -                              | -                              | -               | -               | -               | -          | -          | -          | 6     | 0     | 0     |
| Sous-total            | Sous-total                  | Sous-total            | 6           | 0           | 0           | -               | -               | -               | -                 | -                 | -                 | -          | -          | -          | -                              | -                              | -                              | -                              | -               | -               | -               | -          | -          | -          | 6     | 0     | 0     |
| Total sur la carrière | Total sur la carrière       | Total sur la carrière | 235         | 80          | 26          | 27              | 14              | 2               | 15                | 11                | 0                 | 2          | 0          | 1          | -                              | 48                             | 7                              | 5                              | 1               | 0               | 0               | 26         | 8          | 1          | 354   | 120   | 35    |

### Buts internationaux
| 0 | Date             | Sélection | Lieu                                     | Score | Résultat | Adversaire     | Compétition                       | Détail | Détail         |
| - | ---------------- | --------- | ---------------------------------------- | ----- | -------- | -------------- | --------------------------------- | ------ | -------------- |
| 1 | 22 mars 2013     | 5         | Stadio Olimpico, Serravalle, Saint Marin | 0-7   | 0-8      | Saint-Marin    | Éliminatoires Coupe du monde 2014 | 72e    | De la tête     |
| 2 | 11 octobre 2013  | 7         | Wembley Stadium, Wembley, Angleterre     | 4-1   | 4-1      | Monténégro     | Éliminatoires Coupe du monde 2014 | 70e    | Penalty        |
| 3 | 5 mars 2014      | 10        | Wembley Stadium, Wembley, Angleterre     | 1-0   | 1-0      | Danemark       | Match amical                      | 82e    | De la tête     |
| 4 | 30 mai 2014      | 11        | Wembley Stadium, Wembley, Angleterre     | 1-0   | 3-0      | Pérou          | Match amical                      | 32e    | Du pied gauche |
| 5 | 15 juin 2014     | 13        | Arena da Amazônia, Manaus, Brésil        | 1-1   | 1-2      | Italie         | Coupe du monde 2014               | 37e    | Du pied droit  |
| 6 | 16 juin 2016     | 19        | Stade Bollaert-Delelis, Lens, France     | 2-1   | 2-1      | Pays de Galles | Euro 2016                         | 92e    | Du pied droit  |
| 7 | 8 octobre 2016   | 23        | Wembley Stadium, Wembley, Angleterre     | 1-0   | 2-0      | Malte          | Éliminatoires Coupe du monde 2018 | 29e    | De la tête     |
| 8 | 11 novembre 2016 | 25        | Wembley Stadium, Wembley, Angleterre     | 1-0   | 3-0      | Écosse         | Éliminatoires Coupe du monde 2018 | 24e    | De la tête     |

## Palmarès

### En club
- Chelsea FC
  - Champion d'Angleterre en 2010.
  - Vainqueur de la Ligue des champions en 2012.
  - Vainqueur de la Coupe d'Angleterre en 2010.
  - Vainqueur du Community Shield en 2010.

- Liverpool FC
  - Vainqueur de la Ligue des champions en 2019.
  - Vice-champion d'Angleterre en 2014 et 2019.
  - Finaliste de la Coupe de la Ligue anglaise en 2016.
  - Finaliste de la Ligue Europa en 2016.
  - Finaliste de la Ligue des champions en 2018.

## Distinctions individuelles
- Membre de l'équipe-type de Premier League en 2014[18].
- Joueur du mois de Premier League en août 2013 et en février 2014.
- But du mois de Premier League en septembre 2018.